# 1955 في مصر
فيما يلي قوائم الأحداث التي وقعت خلال عام 1955 في مصر.

## أفلام
من الأفلام التي صدرت هذه السنة في مصر:
- 1 يناير – أيامنا الحلوة من إخراج حلمي حليم.
- 1 يناير – الجسد من إخراج حسن الإمام.
- 1 يناير – السعد وعد
- 1 يناير – إسماعيل يس في الجيش من إخراج فطين عبد الوهاب.
- 1 يناير – إسماعيل يس يقابل ريا وسكينة
- 1 يناير – بنات الليل من إخراج حسن الإمام.
- 1 يناير – درب المهابيل من إخراج توفيق صالح.
- 1 يناير – سيجارة وكاس من إخراج نيازي مصطفى.
- 1 يناير – من رضي بقليله
- 10 يناير – نحن بشر من إخراج إبراهيم عمارة.
- 10 يناير – نهارك سعيد من إخراج فطين عبد الوهاب.
- 7 فبراير – عهد الهوى من إخراج أحمد بدرخان.
- 3 مارس – لحن الوفاء من إخراج إبراهيم عمارة.
- 8 سبتمبر – أيام وليالي من إخراج هنري بركات.
- 15 أكتوبر – ليالي الحب من إخراج حلمي رفلة.
- 6 نوفمبر – قصة حبي من إخراج هنري بركات.
- 21 نوفمبر – شاطئ الذكريات من إخراج عز الدين ذو الفقار.

## كتب
من الكتب التي صدرت هذه السنة في مصر:
- 1 يناير – الله والإنسان من تأليف مصطفى محمود.

## مواليد

### يناير
- 1 يناير – مكاوي سعيد روائي مصري.
- 3 يناير – عماد أبو غازي
- 13 يناير – مدحت العدل
- 15 يناير – خالد الإسلامبولي عسكري مصري.
- 21 يناير – طلعت يوسف لاعب كرة قدم مصري.
- 25 يناير – صلاح عبد الله ممثل مصري.

### فبراير
- 11 فبراير – سيرج هيفيز

### مارس
- 6

```
مارس – 
روبرت كاباس
 ربّاع أسترالي.
```

### أبريل
- 15 أبريل – دودي الفايد

### يونيو
- 3 يونيو – ممدوح حبيب

### يوليو
- 6 يوليو – شريف إسماعيل رئيس الوزراء المصري.

### أغسطس
- 18 أغسطس – طاهر الجمل

### سبتمبر
- 1 سبتمبر – صفوت الشوادفي ثيولوجي مصري.

### أكتوبر
- 11 أكتوبر – فاتن زهران محمد عالمة كيمياء حيوية مصرية.

### ديسمبر
- 12 ديسمبر – صدقي صبحي وزير الدفاع المصري الحالي.
- 17 ديسمبر – سعيد المصري
- 19 ديسمبر – هشام كمال الدين الحناوي
- 25 ديسمبر – يونس مخيون سياسي مصري.

## وفيات

### يناير
- 31 يناير – موسى ليتو مرزوق (مواليد 1926) طبيب إسرائيلي.

### أبريل
- 12 أبريل – أحمد زكي أبو شادي (مواليد 1892)

### مايو
- 14 مايو – أنور وجدي (مواليد 1904) ممثل مصري.